# 清水紘一
清水 紘一（しみず ひろかず、1942年(昭和17年) - ）は、日本の歴史学者。中央大学人文科学研究所客員研究員。日本近世史専攻。

## 来歴
北京生まれ。1970年中央大学大学院文学研究科博士課程中退。京都市立伏見工業高等学校教諭などを経て、1978年中央大学文学部専任講師、助教授、2008年教授となる。2002年「織豊政権とキリシタン 日欧交渉の起源と展開」で博士（史学、中央大学）号修得。2012年退任。日本キリスト教史、特に著書に見られるように、近世キリシタン史を専門とし、数々の緻密な論証を行っている。

## 著書
- 『キリシタン禁制史』教育社歴史新書 日本史、1981
- 『織豊政権とキリシタン 日欧交渉の起源と展開』岩田書院 近世史研究叢書、2001
- 『日欧交渉の起源 鉄砲伝来とザビエルの日本開教』岩田書院、2008

### 共編
- 『大村見聞集』藤野保共編 高科書店、1994
- 『近世日本対外関係文献目録』中田易直共編 刀水書房、1999
- 『キリシタン関係法制史料』清水有子共編著 蒼穹出版、2002

## 参考
- [ISBN　978-4-87294-547-8]